# Sokolovac (Kapronca-Kőrös megye)
Sokolovac falu és község Horvátországban Kapronca-Kőrös megyében. Közigazgatásilag Brđani Sokolovački, Domaji, Donja Velika, Donjara, Donji Maslarac, Gornja Velika, Gornji Maslarac, Grdak, Hudovljani, Jankovac, Kamenica, Ladislav Sokolovački, Lepavina, Mala Branjska, Mala Mučna, Mali Botinovac, Mali Grabičani, Mali Poganac, Miličani, Paunovac, Peščenik, Prnjavor Lepavinski, Rijeka Koprivnička, Rovištanci, Srijem, Široko Selo, Trnovac Sokolovački, Velika Branjska, Velika Mučna, Veliki Botinovac és Vrhovac Sokolovački települések tartoznak hozzá.

## Fekvése
Kaproncától 11 km-re délnyugatra fekszik. Északról Apajkeresztúr, északkeletről Kapronca, nyugatról és délnyugatról Kőrös, délről pedig a Belovár-Bilogora megyéhez tartozó Tapalóc határolja.

## Története
A terület benépesülése a 16. és 17. század fordulóján kezdődött. Sokolovac neve eredetileg Kukavica volt, alapítása a katonai közigazgatás idején történt. A falu a szentgyörgyi határőr kapitányság egyik századának székhelye lett. Lakói határőrök és családjaik voltak. 1745-ben Varasdi határőrvidéket átszervezték és létrehozták a kőrösi és a szentgyörgyi ezredeket. A katonai közigazgatás 1871-ben szűnt meg és a polgári közigazgatás felállítása után megindult a település fejlődése. Iskoláját 1896-ban alapították.
1857-ben 201, 1910-ben 480 lakosa volt. A falu Trianonig Belovár-Kőrös vármegye Kaproncai járásához tartozott. 2001-ben a falunak 566, a községnek 3964 lakosa volt.

## Külső hivatkozások
- Sokolovac község hivatalos oldala
- Az alapiskola honlapja